# マルホの女〜保険犯罪調査員〜
『マルホの女〜保険犯罪調査員〜』（マルホのおんな〜ほけんはんざいちょうさいん〜）は、2014年4月11日より6月13日まで毎週金曜日19:58 - 20:54に、テレビ東京系列の「金曜8時のドラマ」枠で放送されていた日本のテレビドラマ。主演は名取裕子。テレビ東京開局50周年特別企画作品。
キャッチコピーは「ダマそうなんて、出来ると思って?」「犯罪なら、一円たりとも渡さない!」。

## あらすじ
保険調査会社アジャストリサーチの新人調査員で、38億円の個人資産を有する資産家・柏木奈津子が、幼少期から貧乏な生活を送ってきたどケチな調査員・遠野亜希とコンビを組み、保険の支払いが適正かどうかを調査していく。
基本的に1話完結の構成だが、主人公・奈津子の親友が巻き込まれた事件及び、建設会社からの裏金で私腹を肥やした政治家の疑惑を引き続き調査していく。

## キャスト

### アジャストリサーチ
柏木 奈津子（かしわぎ なつこ）
演 - 名取裕子（少女期：高橋萌衣）
新人保険調査員。ハーバード大学物理学部卒。元アメリカ国立理化学研究所研究員。成金の両親から分与された大金を資産運用で増やし、38億円の個人資産を有す。潔癖症で、いつも持ち歩いている刷毛で座る場所や机をきれいにしなければ気が済まない。昏睡状態の親友・早映子の疑いを晴らすために調査員になった。ホテル住まいをしている。
遠野 亜希（とおの あき）
演 - 麻生祐未
特殊調査班保険調査員。調査員歴10年。元レディース暴走族「ピンクパパイヤ」初代総長。借金が原因で抵当に入った持ち家を取り戻すため、8800万円貯めることを目標に、毎日節約に節約を重ねた生活をしている。
三ノ宮 幸三（さんのみや こうぞう）
演 - 宇梶剛士
社長。趣味はオーディオ。

### その他
勝山 雷太
演 - 近藤芳正
目黒法科学鑑定研究所研究員。亜希と同時期に暴走族をしていた元ヤンキー。
吾妻 亮子
演 - LiLiCo
酒屋の娘。亜希の暴走族時代の後輩。
久喜 早映子
演 - 高橋ひとみ（少女期：増川柊香）
ある事件に巻き込まれ、意識不明の昏睡状態で警察病院に入院している奈津子の親友。一時意識を取り戻したが、暗殺未遂事件で意識不明に戻り、身に起きた事件が全て解決した後に再び意識を取り戻し、事件の顛末と真実を話した。
望月 悦樹
演 - 二瓶鮫一
奈津子が暮らすホテルのコンシェルジュ。
御木 宗一郎
演 - 眞島秀和
国土交通省大臣官房調査官。省庁や政治家の世界で権力を持つ藤堂、小野田岬、葺本、相羽と裏で繋がっている。久喜孝明が開発した病気治療の細胞と薬品を世に出させるのを恐れ、小野田岬らとともに厚生労働省に認可を下りさせないよう隠蔽工作する。子飼いの者を使って、疑問を持ち抗議をした孝明を殺害。夫の殺しの目撃や新薬の情報を握る早映子の殺害を命じる。奈津子、亜希を孝明殺害の真相を知る毎朝新聞の記者・堀田を殺した殺人犯にしたて、冤罪事件をでっち上げ、新薬に関係する一連の事件を闇に葬ろうとしていた。久喜夫妻の結婚式時の写真が収められているデジタルフォトフレームに証拠があった。その証拠品を使い、奈津子が御木に罠を仕掛ける。
フォトフレームにはカメラが写るように仕掛けが施されており、御木が奈津子に話す事件の顛末をインターネットを使って全世界に送信して中継し、警察無線やパトカーのスピーカーに会話を流し、全ての事件を御木自身に暴露させるよう奈津子に仕組まれていた。その会話を聞いていた多くの警察官によって、御木をはじめ小野田岬、葺本、相羽と殺人を実行した角谷と事件の共犯で関わった雉原などが逮捕された。
孝明が開発を進めていた新薬は全世界に置いて必要だと再評価され、大手製薬会社とアメリカ国立理化学研究所が研究を引き継いだ。
藤堂 昭平
演 - 佐野史郎
民自党幹事長。奈津子とは因縁がある。

### ゲスト
複数話・単話登場の場合は演者名の横の括弧（）内に表記。
第1話
- 設楽 直樹（桜川建設総括部長） - 袴田吉彦
- 桜川 雅人（桜川建設社長） - 升毅
- 樋口 健一（桜川ホール支配人） - 長谷川初範
- 鵜飼 剛（フリージャーナリスト） - 日向丈
- 編集者 - 吉岡睦雄　
- パブロ・パッチーニ（テノール歌手） - PIETRO CRISTO
- マルコ（ピアノ奏者） - DAVIDE CEREDA
- アナウンサー - 斉藤一也（当時テレビ東京アナウンサー）
- その他 - 森下能幸（サクラのクレーマー）

第2話
- 川島 則子（川島トータルデザイン社長） - 山本未來
- 和田 賢介（和田ホーム社長） - 長谷川朝晴
- 刑事 - 井上高志（第3・6話）
- 河合 美佳（賢介の婚約者・一級建築士） - 黛英里佳
- 中沢 恭子（美佳の同僚） - 西慶子
- 長谷川 秀之（マリッジフィールド代表） - 山中聡
- 江川 亘（TOP法律事務所弁護士） - 松嶋亮太

第3話
- 赤峰 葵（大河銀行目黒支店案内係・元関東中央化学研究所研究員） - 黒川智花
- 菊田 宗雄（大河銀行目黒支店支店長） - 相島一之
- クラブのオーナー - 高杉亘
- 吉岡 優作（大河銀行強盗犯） - 加治将樹
- 矢代 孝次（葵の元婚約者・藤堂の元秘書） - 本田大輔
- 記者 - 川口真五
- 藤堂の秘書 - 大西武志
- 三浦 義宏（保険調査員） - 中澤隆範
- 立花 隆夫（大河銀行目黒支店金庫担当） - 坂本直季
- 三井 広平（大河銀行目黒支店業務課課長） - 奈良坂篤
- 小木 広男（大河銀行目黒支店警備主任） - 九太朗
- 田中 茂（大河銀行目黒支店融資課課長） - 松澤仁晶

第4話
- 金子 雪乃（優人の母） - 大河内奈々子
- 深見 貴男（警視庁組織犯罪対策部捜査員） - 松村雄基
- 光岡 新二（深見の相棒） - 石垣佑磨
- 平原 晃一（自転車事故被害者） - 弓削智久
- 田所（自転車事故前の目撃者） - ト字たかお
- 花屋 - 本田清澄
- 黒田 正重（麻薬密売人） - 店長松本
- 葛西 洋子（平原の交際相手） - 中山恵
- 金子 優人（自転車事故加害者） - 土師野隆之介
- 中越（奈津子の知り合い） - 久松龍一

第5話
- 村井 敏則（レストランジョリラパンオーナーシェフ・うぐいす損保審査部元調査員） - 山下真司
- 村井 エミ（村井の娘） - 逢沢りな
- 田辺 英一（田辺水産社長） - 天現寺竜
- 菅原 誠人（ジョリラパン元シェフ見習い） - 植田健
- 税理士 - 茂木和範
- 刑事 - 山本修
- 西条 剛（ベル社長・うぐいす損保身元信用保険加入者） - 九十九一

第6話
- 井川 俊介（カルタゴ社長） - 池内万作
- 園城 えりな（園城の妻） - 中島ひろ子
- 小野 利也（関東工科大学電子物理学部教授） - 中根徹
- 速水 颯太（速水製作所所長） - おかやまはじめ
- 牧 祐二（カルタゴ企画開発部主任） - 斉藤陽一郎
- 露木 志乃（デザイナー） - 宝積有香
- 園城 敦（カルタゴオーナー兼クリエイター） - 佐伯新
- 長野 浩司（カルタゴ経理部部長） - 田上ひろし
- 串本（Apollonバーテンダー） - 綾田俊樹

第7話
- 若月 亘（警視庁武蔵野南警察署吉祥寺交番巡査） - 石黒英雄（最終話）
- 倉田 直也（倉田動物病院院長） - 遠藤要
- 貝沼 竹蔵（マンション管理人） - 田口主将
- 黒沢 浩次（武蔵野南警察署生活安全課係長） - 久ヶ沢徹
- 井川 ますみ（ストーカー殺人事件被害者） - 大塚加奈子
- 長谷部 幸雄（若月の同僚警察官） - 草野速仁
- 風間 陽介（ますみのストーカー） - 森井健太
- 佐藤 健太（亜希の中学時代の同級生） - 白石拳大
- 井川 太郎（ますみの父） - 並樹史朗
- 雉原 隼人（警視庁警視正） - 戸田昌宏（第8話 - 最終話）

第8話 - 最終話
- 小野田岬 彰（警視庁警視長・奈津子の大学時代の同窓生） - 佐戸井けん太（大学時代：光平崇弘）
- 葺本 忠直（厚生労働省審議官） - 名高達男
- 相羽 久司（財務省審議官） - 五代高之
- 堀田 礼司（毎朝新聞社会部記者） - 宮川一朗太
- 庄司 克哉（所轄刑事） - 八十田勇一
- 入江 信太（所轄刑事） - 小林且弥
- 角谷 修二（ファイナンシャルプランナー） - 萩野崇
- 立石 和子（男女共同参画担当大臣） - 星ようこ（第8話）
- 加山 勇（マンション管理人） - 森喜行（第8話）
- 加藤 法子（女性警察官） - 中山由紀
- 久喜 孝明（早映子の夫・久喜総合病院院長） - 日向勉（第8話）
- 宮前 進（所轄刑事） - 永倉大輔（最終話）

## スタッフ
- 脚本 - 秦建日子、及川真実、猪原健太、橋本以蔵
- 音楽 - 梅野悠大、林久美子（P.P.M.）
- 監督 - 鈴木浩介、白川士
- 主題歌 - 島谷ひとみ「やぶれかぶれ」（avex trax）[5][6]
- ナレーター - 高川裕也
- 助監督 - 北川博康、林雅貴、矢崎隼人、長谷川卓也
- タイトルバック・VFX - 大角哲也、木村康次郎、嶋﨑象
- 撮影 - 高藤安正、山下智康
- 照明 - 赤津淳一
- VE - 小野寺慎一、岡本卓
- 録音 - 重松健太郎
- 編集 - 深沢佳文
- アクション・スタント - 森﨑えいじ
- 選曲 - 石井和之、大森力也
- 音響効果 - スポット
- 技術協力 - バスク
- 美術協力 - フジアール
- 保険監修 - 小幡良一
- 警察監修 - 尾崎祐司
- 医療指導 - 佐々木理恵、大里仁会、重城希美
- チーフプロデューサー - 岡部紳二（テレビ東京）
- プロデューサー - 浅野太、濱谷晃一（テレビ東京） / 森川真行、石塚清和
- プロデューサー補 - 小松幸敏、神田忠輔、清家優輝、宮﨑美紀
- 製作 - テレビ東京、FINE

## 放送日程
| 第1話                                                     | 4月11日 | 凸凹最強コンビ始動！                               | 秦建日子          | 鈴木浩介 | 8.4% |
| 第2話                                                     | 4月18日 | “完璧主義”の花嫁！凸凹コンビが追う婚活サイトの罠   | 及川真実          | 鈴木浩介 |      |
| 第3話                                                     | 4月25日 | 3億円強盗保険！疑惑リケジョの涙に凸凹コンビ怒る！  | 猪原健太          | 鈴木浩介 |      |
| 第4話                                                     | 5月09日 | 自転車事故で9歳児に3000万請求!? 凸凹コンビVS卑劣男 | 猪原健太          | 白川士   |      |
| 第5話                                                     | 5月16日 | 凸凹コンビVSサギ疑惑のシェフ！怪しいマグロ追跡調査 | 及川真実          | 白川士   |      |
| 第6話                                                     | 5月23日 | 超秘密主義の男…ナゾの爆死！燃えた1000億円の発明品  | 橋本以蔵 猪原健太 | 鈴木浩介 |      |
| 第7話                                                     | 5月30日 | 隠ぺい疑惑!? 警察と全面対決！噂の"ストーカー保険"  | 秦建日子          | 鈴木浩介 |      |
| 第8話                                                     | 6月06日 | 動き出す最後の事件！親友は悪女!?VS最大最凶の巨悪！ | 秦建日子          | 鈴木浩介 |      |
| 最終話                                                    | 6月13日 | ごめんあそばせ！暗黒の首謀者に怒りの往復ビンタ!!   | 秦建日子          | 白川士   |      |
| 平均視聴率 7.1%（視聴率は関東地区・ビデオリサーチ社調べ） |         |                                                    |                   |          |      |

- 5月2日は『JA全農世界卓球2014東京 日本×ポルトガル』放送のため休止となった。